# Adaga Colhona

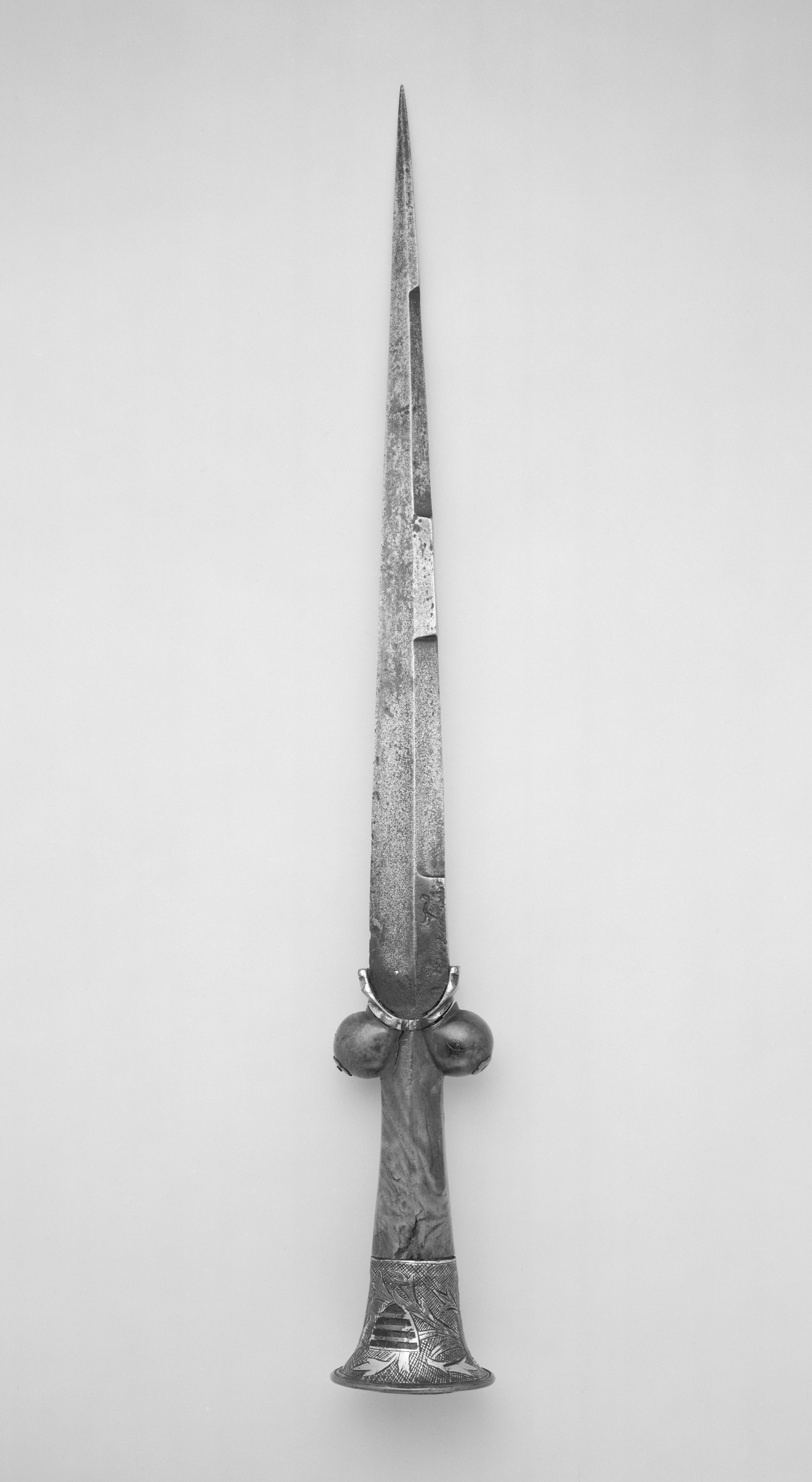
Adaga Colhona de estilo gótico

A adaga colhona (bollock dagger ou ballock knife) trata-se de um tipo de adaga, típico da Escandinávia, Inglaterra, Escócia, País de Gales e Flandres, com uso desde o século XIII até ao século XVIII, com especial relevo, no caso da Grã-Bretanha, durante o período dos Tudores.

## Feitio
É uma arma branca, bigume, fundamentalmente perfurante, se bem que não seja desprovida de faculdades cortantes.
Caracteriza-se pela empunhadura peculiar, com um chape ou guarda-mão onde se destacavam duas protuberâncias ovóides, adrede para aludir à imagem de testículos.
A empunhadura soía ser feita de uma peça inteiriça, normalmente de buxo, se bem que também há exemplares com empunhaduras de outras madeiras. Muitas vezes, a empunhadura desembocava num chape metálico. Teria entre 35 a 45 centímetros in totum e a lâmina, por seu turno, teria cerca de 20 a 30 centímetros de comprimento. No que respeita a peso, poderia pesar entre cerca de 200 a 400 gramas.
Este feitio propositadamente fálico, por vezes até exagerado ao ponto de que além dos guarda-mãos em forma de testículos, a própria embocadura era em forma de pénis, encontra paralelos noutros tipos de armas brancas, se bem que talvez não tão distintamente, como por exemplo, nas espadas colhonas, usadas pelos portugueses na era dos Descobrimentos.

## Uso histórico
Na Grã-Bretanha, a adaga colhona foi amiúde asida por salteadores raianos, os chamados «Border Reivers», que assolaram a fronteira anglo-escocesa entre o século XIII e o séc. XVII, valendo-lhes como uma arma alternativa ou sobressalente à lança e à espada. A adaga colhona é a antepassada da adaga de bagos escocesa, a «Dirk».
Na era Vitoriana, por preito ao decoro e para se escamotear à conotação sexual, os colecionadores e historiadores optaram por crismar a adaga colhona de «kidney dagger», i.e. a adaga rinhona (adaga dos rins), assente no arrazoado de que as protuberâncias ovóides do chape da adaga bem que poderiam ser interpretadas como rins.